# Британский союз фашистов
Брита́нский сою́з фаши́стов (англ. British Union of Fascists) — политическое объединение, возникшее в Великобритании в обстановке Великой депрессии и ставшее самой массовой британской фашистской организацией в межвоенный период, чья деятельность оказала заметное влияние на общественно-политическую жизнь страны в 30-е годы. В 1936 году партия была переименована в «Британский союз фашистов и национал-социалистов», а в 1937 году стала называться просто «Британский союз», просуществовав под этим названием до 1940 года, в котором была запрещена.

## Становление партии
Британский союз фашистов (БСФ) был основан в Лондоне 1 октября 1932 года английским аристократом Освальдом Мосли, который был бессменным руководителем и главным идеологом Союза на протяжении всего времени его существования. Мосли был участником Первой мировой войны, после её окончания начал политическую карьеру в рядах консервативной партии, затем перешёл к лейбористам, был членом второго лейбористского правительства, которое в 1930 году покинул. В начале 30-х годов в обстановке углублявшегося в стране экономического кризиса Мосли, разочаровавшись в традиционных политических партиях и в целом в парламентской системе, принял решение объединить под своим началом все праворадикальные силы страны.

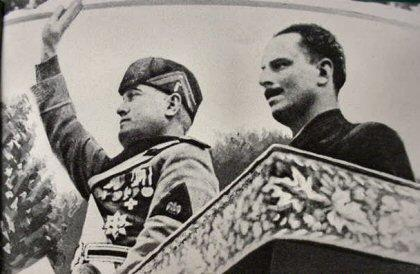
Мосли (справа) и Муссолини в 1936 году

Лидер БСФ отстаивал антидемократические, антикоммунистические, националистические воззрения. Программа политических реформ фашистов предусматривала поэтапную ликвидацию парламентской системы, установление в стране диктатуры, подчинение государству практически всех важнейших сфер жизни британского общества. В начале 30-х годов для Мосли главным примером для подражания была фашистская Италия, которую он неоднократно посещал и где он встречался с Муссолини.
БСФ имел полувоенную структуру. Во главе организации стоял вождь Союза — Освальд Мосли, обладавший в БСФ неограниченной властью. Ниже по иерархической лестнице БСФ следовали общенациональные, районные руководители, офицеры и рядовые. Последние были объединены в роты, взводы, звенья. Рота состояла из пяти взводов, взвод из пяти звеньев, в звене насчитывалось шесть рядовых членов. Высшие руководители, офицеры и активисты БСФ имели право носить форму — чёрную рубашку и чёрные (или серые) брюки. Эмблемой БСФ (до конца 1935 года) был древнеримский символ власти — пучок связанных ремнём прутьев с топором в середине (фасции).

Флаг БСФ до 1935 года.

На начальном этапе развития Союза его лидеры нашли поддержку у некоторых влиятельных и богатых представителей британского общества. Среди них были газетный король лорд Ротермир (владелец популярного издания «Дейли Мэйл»), автомобильный магнат лорд Наффилд, миллионерша леди Хаустон и некоторые другие. При их поддержке, а также получая щедрые денежные субсидии от Муссолини, Британский союз фашистов в первые годы существования быстро развивался. С конца 1933 года руководители БСФ регулярно проводили массовые митинги и шествия в крупнейших городах страны, издавали газеты, среди которых ведущей была «Блэкшёт» («Чёрная рубашка»), её лозунгом были слова «Британия прежде всего».
1 января 1934 года лидерами БСФ основан «Январский клуб», куда входили видные представители английского общества. Председатель клуба Джон Скваер, редактор журнала «Лондон Меркьюри», говорил, что члены клуба «в большинстве своем относятся с симпатией к фашистскому движению». В клуб входило около 450 человек, в том числе Герберт де ля Пэр Гот — директор нескольких крупных компаний, Винсент Виккерс — директор Лондонской страховой компании, лорд Ллойд — бывший губернатор Бомбея, председатель Имперского экономического союза, граф Глазго — крупный землевладелец и др.
К лету 1934 года БСФ имел десятки отделений по всей Великобритании и за её пределами — в Италии и Германии. Были созданы фашистские организации женщин, молодёжи, Фашистский союз британских рабочих, Федерация британских университетских фашистских ассоциаций с представительствами в Оксфорде и Кембридже и др. Заметную роль на начальном этапе существования Союза играли штурмовые отряды — так называемые Силы обороны БСФ, которые лидеры Союза в начале 1934 года всемерно укрепляли и расширяли. В это время некоторые отделения Союза превращались в казармы; были сформированы транспортные секции (для оперативной переброски фашистов в различные районы страны); созданы служба оказания первой медицинской помощи и секция по переливанию крови.
К лету 1934 года в рядах БСФ состояло от 40 до 50 тысяч человек. Социальный состав Союза отличался неоднородностью. В рядах фашистской организации можно было встретить представителей практически всех социальных слоёв британского общества от аристократа до безработного. Руководителями среднего звена в основном были представители средних слоёв и офицеры в отставке. Много в БСФ было молодёжи, которая оказалась особенно восприимчивой к националистическим лозунгам и социальной демагогии. Немалое воздействие на молодых людей оказали также внешняя атрибутика БСФ, использование формы, полувоенная дисциплина Союза, массовые шествия и демонстрации, организуемые лидерами фашистов.

## События в «Олимпии»
7 июня 1934 года руководство БСФ провело в лондонском зале «Олимпия» массовый митинг, на котором присутствовало около 12 тысяч человек. Митинг был задуман главным образом с целью показать всем собравшимся (среди которых было немало влиятельных представителей британского общества) возросшую силу фашистов и их способность сломить любую оппозицию. Во время выступления Освальда Мосли члены БСФ демонстративно учинили массовое избиение тех, кто пытался скандировать антифашистские лозунги или задавать вопросы. Выкрики и шум в зале не могли заглушить слов Мосли, так как его речь усиливали 24 динамика. Тем не менее, вождь британских фашистов при малейшем нарушении тишины в зале прерывал выступление на 5-6 минут.
«Вскоре стало ясно, — говорилось на страницах газеты „Дейли Телеграф“, — что он делает это, чтобы дать своим чёрнорубашечникам возможность расправиться с перебивавшим его человеком … Всякий раз, как кто-либо вставал и произносил или пытался произнести несколько слов, которые могли услышать только его ближайшие соседи, на него немедленно накидывались десять-пятнадцать фашистов, безжалостно избивали и выкидывали из зала».
«…Прожектора направлялись на перебивавших, вероятно с целью продемонстрировать эффективность методов, применявшихся фашистами…» — писала в отчёте о событиях в «Олимпии» газета «Манчестер Гардиан».
В результате действий фашистов десятки человек получили ранения, для оказания помощи пострадавшим вблизи зала было организовано несколько медицинских пунктов. На одном из них было зафиксировано 70 человек, получивших различные ранения; на другой обратилось от 20 до 30 пострадавших, среди которых были две женщины. В ближайшей больнице помощь была оказана 10-ти пострадавшим на митинге в «Олимпии». Действия чёрнорубашечников в «Олимпии» вызвали волну возмущения в британском обществе. Летом и в начале осени 1934 года в различных городах страны были проведены десятки антифашистских митингов. Ряд пропагандистских мероприятий чёрнорубашечники не смогли провести из-за активной оппозиции противников фашизма.
Наиболее массовая акция состоялась 9 сентября 1934 года, когда около 100 тысяч человек пришли в лондонский Гайд-парк, чтобы выразить протест против действий чёрнорубашечников. В этот день фашисты попытались провести в Гайд-парке митинг.
«Когда чёрнорубашечники поднялись на импровизированные трибуны, чтобы обратиться к собравшимся, — писала 10 сентября газета „Дейли Геральд“, — раздался оглушительный рёв, и даже если бы толпу не сдерживали на почтительном расстоянии от „митинга“, пришедшие всё равно не могли бы ничего услышать».
«Когда вождь британских фашистов появился на трибуне, — отмечал корреспондент „Манчестер Гардиан“, — началось скандирование: „Долой Мосли!“, „Фашизм означает войну и голод!“. При появлении Мосли чёрнорубашечники вскинули руки в фашистском салюте, в ответ на это собравшиеся противники фашизма подняли руки со сжатыми кулаками». Митинг фашистов фактически был сорван, и только энергичные действия полицейских позволили чёрнорубашечникам беспрепятственно покинуть Гайд-парк.

## Кризис фашистской организации
События в «Олимпии» дискредитировали фашистов среди широких слоёв британской общественности, у многих британцев организация чёрнорубашечников надолго стала ассоциироваться с насилием и жестокостью. В этих условиях, а также в обстановке, когда страна стала преодолевать экономический кризис, Ротермир и Наффилд публично объявили о прекращении поддержки чёрнорубашечников. Прекратил свою деятельность «Январский клуб». Неудача в «Олимпии», распространение антифашистских настроений в обществе, сокращение финансовой поддержки — всё это привело к кризису БСФ. С осени 1934 года заметно снизилась активность организации чёрнорубашечников; к середине 1935 года численность Союза уменьшилась до 5 тысяч человек. В связи с ослаблением БСФ его руководители не решились принять участие во всеобщих выборах, состоявшихся в ноябре 1935 года.
В конце 1934 года — начале 1935 года Мосли сконцентрировал основную деятельность Союза в депрессивном районе на северо-западе Англии в Ланкашире, который являлся центром хлопчатобумажного производства (переживавшего упадок), и где был высокий уровень безработицы. Несмотря на активную пропагандистскую кампанию фашистов в Ланкашире и ряде других депрессивных районах страны, Освальду Мосли и его сторонникам не удалось заручиться широкой поддержкой рабочих и безработных.

## Антисемитская кампания и «Битва на Кейбл-стрит»
С конца 1934 года Мосли, не порывая с Муссолини, начал укреплять связи с нацистской Германией. В сентябре 1935 года представитель БСФ присутствовал на съезде НСДАП в Нюрнберге. Весной и осенью 1936 года Мосли дважды посещал Германию, где встречался с Гитлером. В конце 1935 года эмблемой БСФ вместо фасции стала молния в круге, что должно было означать действие в круге единства. В начале 1936 года Мосли изменил название своей организации, которое стало звучать как «Британский союз фашистов и национал-социалистов».
Во многом по примеру нацистов Германии британские фашисты с осени 1934 года всё больше внимания в своей пропаганде стали уделять антисемитизму. 28 октября 1934 года в ходе митинга в лондонском зале «Альберт Холл» Мосли официально объявил о начале проведения его Союзом антисемитской кампании. К 1936 году центром антисемитской активности БСФ стал Восточный Лондон (Ист-Энд) — беднейший район столицы, где проживало много евреев. Чёрнорубашечники регулярно проводили в этом районе митинги, организовывали демонстрации; нередкими были случаи преследования и избиения фашистами представителей еврейской общины. Кульминацией всей антисемитской кампании в Восточном Лондоне должен был стать марш чёрнорубашечников по улицам Ист-Энда, запланированный на 4 октября 1936 года. Колонна фашистов со знамёнами и оркестром должна была пройти через кварталы, где проживало много евреев, что имело явно провокационный характер.
Антисемитская кампания чёрнорубашечников в Восточном Лондоне вызвала протест большинства населения этого района столицы. Коммунистическая партия Великобритании и несколько еврейских организаций призвали местных жителей дать отпор чёрнорубашечникам. 4 октября 1936 года на улицах Ист-Энда собралось до 300 тысяч человек, которые вышли, чтобы не допустить проведения марша чёрнорубашечников.
Шествие 3-х тысяч чёрнорубашечников было разрешено официальными властями Лондона, поэтому 4 октября для его охраны и поддержания порядка в Восточный Лондон было направлено несколько тысяч полицейских, которые попытались силой проложить путь колонне чёрнорубашечников. Конные и пешие полицейские, используя дубинки, неоднократно атаковали собравшихся противников БСФ, однако провести членов Союза Мосли по заранее намеченному маршруту не удалось. Власти предприняли попытку освободить небольшую улицу Кейбл-стрит, где антифашисты построили несколько баррикад. Полиция неоднократно пыталась взять их штурмом, но всякий раз встречала ожесточённое сопротивление и была вынуждена отступить. После трёх часов столкновений комиссар столичной полиции Филип Гейм запретил проведение марша чёрнорубашечников и призвал членов Союза Мосли разойтись. Проведение марша БСФ было сорвано, массовое выступление антифашистов 4 октября 1936 года вошло в историю как «Битва на Кейбл-стрит».

## Закат деятельности
Провокационные действия Союза фашистов, часто сопровождавшиеся насилием, привели к тому, что парламент в ноябре 1936 года принял «Закон об общественном порядке», по которому было запрещено ношение политической формы и значительно расширялись полномочия полиции. Закон вступил в силу 1 января 1937 года, после чего британские фашисты были вынуждены прекратить использование формы, а полиция в конце 30-х годов неоднократно отменяла или переносила проведение фашистских митингов и демонстраций.
Не сумев в конце 1936 года добиться успеха на улицах Ист-Энда, Мосли весной 1937 года попытался взять реванш, но теперь в избирательных участках. 4 марта 1937 года представители Союза фашистов приняли участие в выборах в Совет Лондонского графства, однако нигде в Восточном Лондоне не смогли победить. После неудачи на выборах и на улицах Ист-Энда Мосли был вынужден сократить количество платных сотрудников Союза. В результате этого в руководстве фашистской организации произошёл раскол, и Союз покинул ряд ведущих его членов.
В конце 1930-х годов в обстановке усиления напряжённости в континентальной Европы лидеры Союза, пытаясь возродить у британцев интерес к своему объединению, стали основное внимание уделять в своей деятельности вопросам международной политики. Они выступали за предоставление нацистской Германии свободы действий в Центральной и Восточной Европе. После начала Второй мировой войны Союз фашистов не был запрещён властями. В условиях, когда руководство Великобритании и Франции вело т. н. «странную войну», Мосли имел возможность продолжить ведение пропаганды, он призывал к скорейшему заключению мира с Германией и пытался убедить соотечественников в бесперспективности ведения военных действий против нацистов. В начале 1940 года фашисты Мосли даже приняли участие в дополнительных выборах в парламент. Во время одного из митингов Союза фашистов, на котором выступал Мосли, возмущённые собравшиеся едва не повесили вождя британских фашистов. Ни в одном избирательном округе представители Союза Мосли не смогли победить или составить конкуренцию кандидатам от традиционных партий. В начале мая 1940 года вскоре после прихода к власти в Великобритании У. Черчилля Освальд Мосли и большинство руководителей Союза фашистов были интернированы, а в июле 1940 года фашистская организация была запрещена.